# АЭС Даявань
АЭС Даява́нь (кит. упр. 大亚湾核电站, пиньинь Dàyàwān hédiànzhàn) — действующая атомная электростанция на юго-востоке Китая.
Станция расположена на побережье Южно-Китайского моря на полуострове Дапэн, входящим в состав города Шэньчжэнь провинции Гуандун, к северо-востоку от Гонконга, который закупает более 70 % энергии для своих нужд. Рядом с АЭС Даявань находится АЭС Линьао.
АЭС Даявань является второй по счету атомной электростанцией Китая. Планы по её строительству были озвучены ещё в начале 80-х годов и были крайне негативно встречены жителями находящегося в 50 км Гонконга на тот момент ещё отдельного государства. Более одного миллиона жителей Гонконга подписали петицию против ядерной энергетики. Однако это не помешало в августе 1987 года приступить к строительству первого энергоблока. Всего на АЭС Даявань в 1993 и 1994 годах было запущено два реактора типа PWR M310 мощностью 984 МВт каждый, которые были разработаны и построены французской национальной компанией Framatome при участии Китая на базе французских реакторов CP1.
В апреле 2011 года АЭС Даявань выиграла четыре из шести наград китайского общенационального конкурса в сфере безопасности на атомных электростанциях. Тем не менее, после аварии на японской Фукусима-1 в ноябре 2011 года эксплуатирующая организация CGNPC рассмотрела ряд изменений в системах и регламентах безопасности китайских АЭС Даявань и Линьао. В частности было запланировано: установка пассивных автокаталитических рекомбинаторов (ПАР); модернизация части фильтров вентиляции контайнментов; создание мобильных систем для аварийного энергоснабжения станций, а также гибких соединений с целью повысить устойчивость к разрушению в случае стихийных бедствий; установка дополнительного пятого дизель-генератора на каждый энергоблок; «переоценка готовности к супертайфунам», включая, среди прочего, укрепление инфраструктуры высоковольтных сетей и т.д.
На площадке АЭС проводится реакторный нейтринный эксперимент Daya Bay, использующий ядерные реакторы АЭС как мощный источник антинейтрино.

## Инциденты

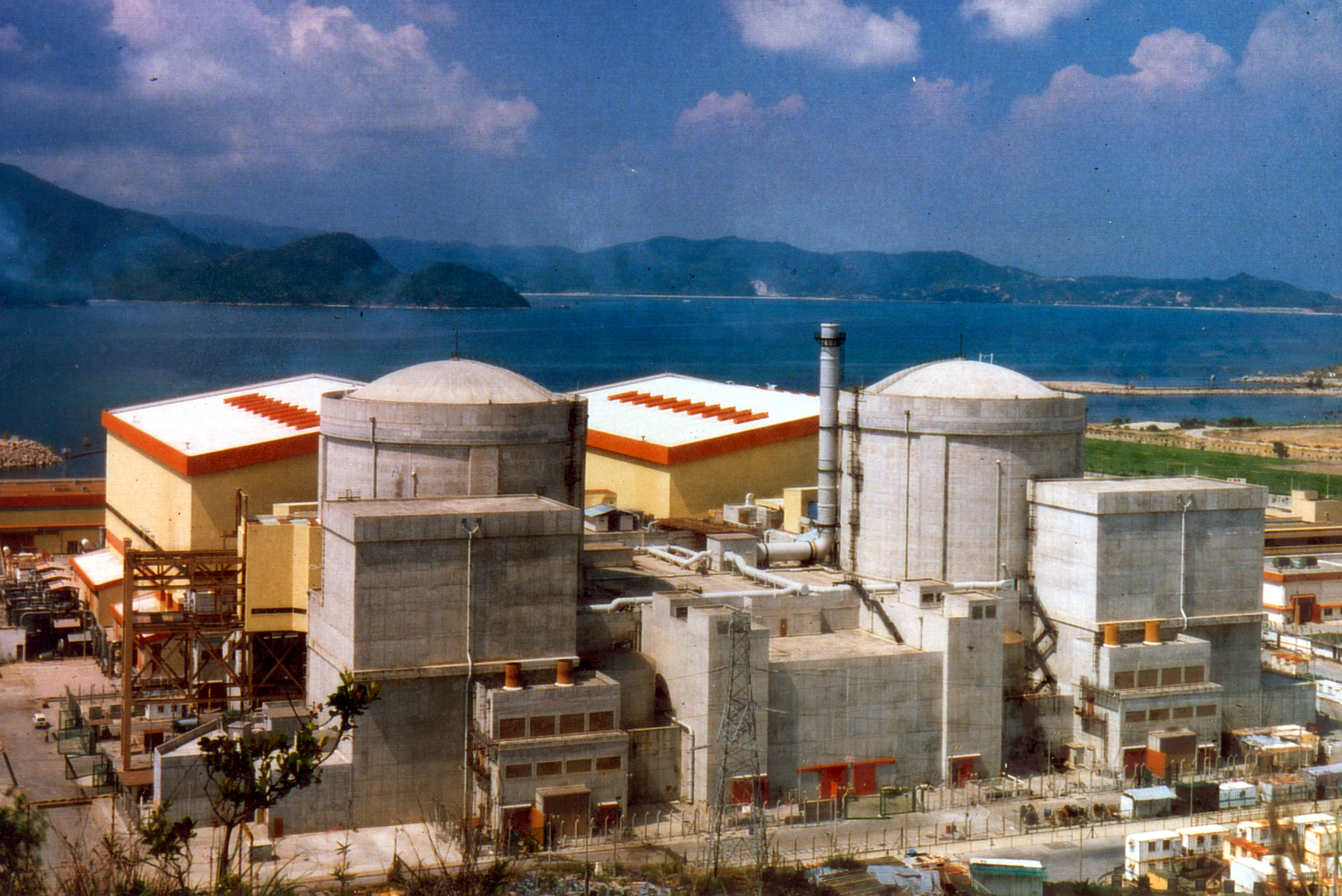
АЭС Даявань

Ещё в период строительства атомной электростанции Даявань, в 1987 году при проведении оценочной комиссии была обнаружена пропажа 316 стальных арматурных стержней из строящегося здания первого энергоблока. В результате дополнительное армирование пришлось проводить во втором слое бетона для соответствия безопасности работы АЭС.
23 октября 2010 года на следующий день после останова на очередную перегрузку на блоке № 1 персонал станции обнаружил «небольшие» отложения кристаллов борной кислоты. После тщательной визуальной инспекции 26 октября были найдены места течей из трубопровода первого контура. Дефекты были устранены 16 ноября, а инциденту присвоен уровень «1» по шкале INES. По сообщению эксплуатирующей компании радиационных последствий для персонала и окружающей среды не было.

## Информация об энергоблоках
| Энергоблок | Тип реакторов | Мощность | Мощность | Начало строительства | Физпуск    | Подключение к сети | Ввод в эксплуатацию | Закрытие |
| Энергоблок | Тип реакторов | Чистый   | Брутто   | Начало строительства | Физпуск    | Подключение к сети | Ввод в эксплуатацию | Закрытие |
| ---------- | ------------- | -------- | -------- | -------------------- | ---------- | ------------------ | ------------------- | -------- |
| Даявань-1  | PWR, M310     | 944 МВт  | 984 МВт  | 07.08.1987           | 28.07.1993 | 31.08.1993         | 01.02.1994          | —        |
| Даявань-2  | PWR, M310     | 944 МВт  | 984 МВт  | 07.04.1988           | 21.01.1994 | 07.02.1994         | 06.05.1994          | —        |